# Битва при Імбросі (1918)
Битва при Імбросі — морський бій між флотами Британії та Османської імперії під час Першої світової війни. Бойові дії відбулись 20 січня 1918 року, коли османська ескадра атакувала Британський флот поблизу острова Імброс, Егейське море. Відхід британських важких кораблів дозволив османському (фактично — німецькому) лінкору «Явуз Султан Селім» та легкому крейсеру «Міділі» потопити декілька ворожих кораблів, перед атакою на британську військово-морську базу на острові Мудрос.
Незважаючи на успішні бойові дії та знищення кількох британських кораблів біля острову Імброс, «Явуз Султан Селім» та «Міділі» потрапили у мінне поле. «Міділі» затонув, а «Явуз Султан Селім» було сильно пошкоджено.

## Події 1914—1917рр

### Прорив «Гебена» та «Бреслау»
Взимку 1912 року, під час Балканської війни, внаслідок холоду, холери, нестачі провіанту та наступу болгарських військ Османська імперія опинилась перед загрозою втрати Константинополя. Для захисту інтересів країн, що підписали Берлінський трактат, до Константинополя було відправлено німецьку ескадру, яка складалася всього з двох кораблів — лінкору «Гебен» та легкого крейсеру «Бреслау». 5 листопада, прискорено споряджені німецькі кораблі вирушили до місця призначення.
28 липня 1914 року Австро-Угорщина оголосила війну Сербії. Німецька ескадра, командиром якої був адмірал Вільгельм Сушон, стояла в Адріатичному морі, де проводився ремонт парових котлів. Після оголошення війни Німеччиною та початку Першої світової війни, адмірал Сушон вивів ескадру у Середземне море, не закінчивши ремонт. 1 серпня ескадра прибула до Бріндізі, Італія, де Сушон сподівався поповнити запаси вугілля. Однак італійська влада, побажавши зберегти нейтралітет, відмовила адміралу.

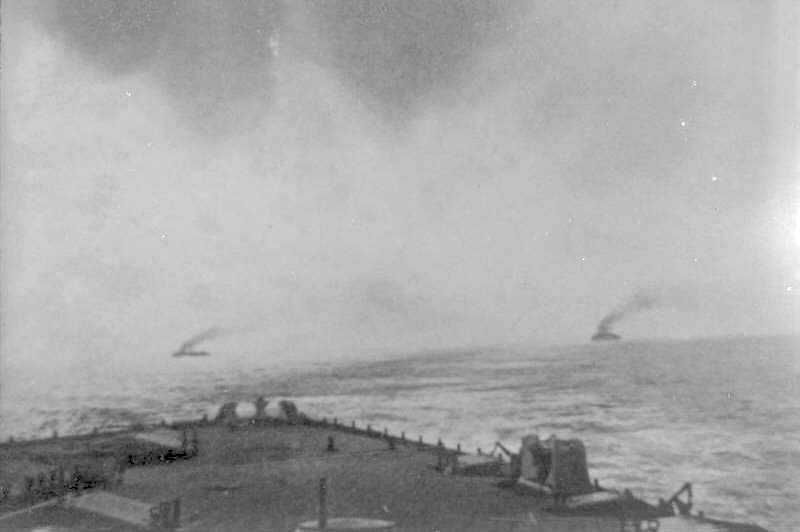
Англійські кораблі переслідують «Гебен» та «Бреслау»

30 липня 1914 року Перший Лорд Адміралтейства Вінстон Черчіль віддав наказ командувачу Середземноморським флотом Королівських ВМС адміралу Арчібальду Мілну забезпечити безпечне перевезення французьких колоніальних військ з Алжиру до Франції. Середземноморський флот Британії складався з трьох сучасних лінкорів, 4 броненосних крейсерів, 4 легких крейсерів та 14 есмінців.
Не маючи чітких наказів, адмірал Сушон підійшов до берегів Африки, для здійснення атаки на французькі укріплені порти. 3 серпня, о 6-й годині вечора Сушон отримав радіограму про початок німецько-французької війни. Вранці 4 серпня від адмірала фон Тірпіца було отримано наказ висуватись у напрямку Константинополя. Німецька ескадра все ж завдала удару по французьких портах Філіппвіль та Бон, після чого вирушила до італійського міста Мессіна, де Сушон сподівався поповнити запаси вугілля.
Зустрівшись із англійськими кораблями, Сушон все ж відірвався від переслідування, та 10 серпня досягнув Дарданелл. 16 серпня, після німецько-османських дипломатичних переговорів, «Гебен» та «Бреслау» увійшли до складу Османського флоту (німецьким кораблям було заборонено пропливати через Босфор). Команда та головнокомандувач залишалися німецькими. Німецька ескадра значно вплинула на рішення Османської імперії вступити у війну.

### Дії німецької ескадри у 1915—1917рр.
Німецька ескадра здійснила численні військово-морські походи у Чорне море, затопивши багато російських кораблів. Присутність німецьких кораблів також унеможливила десант російських військ у Константинополь.

## Ситуація напередодні битви

### Підготовка до бойових дій
Після революції та виходу Росії з війни німецьке військово-морське командування почало планувати військові дії проти Антанти перед Дарданеллами. 2 грудня 1917 року турецьке головне командування відправило повідомлення командувачу османським флотом, де зазначалося, що дві ворожі дивізії залишили Македонію. Антанта планувала перекинути ці дивізії до Палестини через місто Салоніки. Для перешкоджання операції турецьке командування просило надіслати підводні човни, однак через несправність останніх аналогічне прохання було відправлене німецькому Морському генеральному штабу в Берліні. Німецьке командування відповіло, що вважає можливим проведення крейсерської операції «Гебена» та «Бреслау», які висунуться до Салонік, уникаючи значних військово-морських з'єднань ворога. Операція, запропонована німецьким командуванням, мала на меті не перешкодити перекиданню ворожих військ до Палестини, а змусити ворога виділити значні сили для захисту від німецької ескадри. Останнє дало б більше цілей, і підводні човни завдали б більших втрат ворожому флоту.

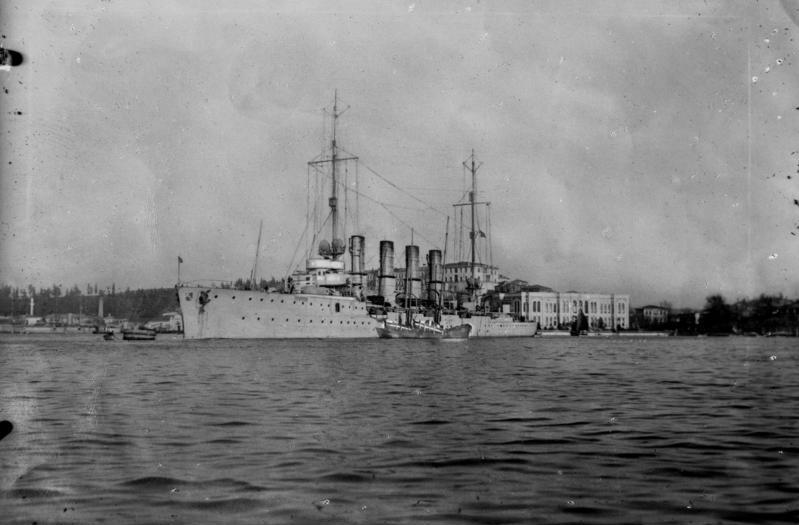
SMS «Бреслау»

Головнокомандувач турецьких збройних сил Енвер-паша погодився на проведення операції, однак відзначив два моменти:
- «Гебен» і «Бреслау», які в майбутньому мають перейти під повний контроль Туреччини (до цього кораблі були в османській власності тільки формально), мають величезне значення для турецького флоту;
- Німецька ескадра, навіть якщо не зустріне значних сил Антанти, має остерігатись підводних човнів та мін.

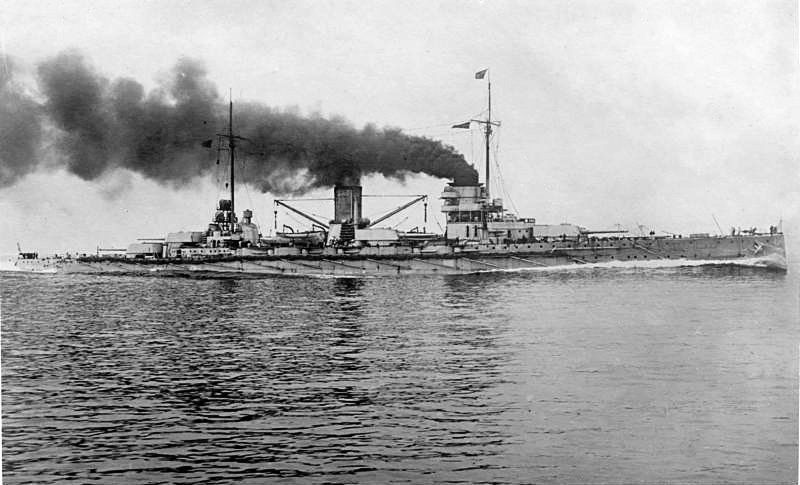
SMS «Гебен»

Після обміну телеграмами із німецьким командуванням в Берліні, почались приготування до операції. В першу чергу кораблі мали бути завантажені вугіллям. Станом на 21 грудня «Гебен» мав у своїх вугільних ямах 1385 т вугілля (при максимальному запасі у 3000 т), а «Бреслау» — 157 т (при максимальному запасі у 1200 т). В середині грудня, у порту міста Зунгулдак вугіллям було завантажено турецькі ескадронні міноносці, 21 грудня було завантажено «Бреслау». Для «Гебена» умови були менш сприятливими. Він прибув до Зунгулдаку 15 січня, однак був вимушений стати на відкритому рейді та приймати вугілля з магонів, часто при несприятливих погодних умовах. Врешті-решт, 18 січня вугільні ями лінійного корабля було повністю завантажено.
Остерігаючись шпигунів та можливого витоку інформації, про операцію було повідомлено лише вузьке коло офіцерів. Відкритою проблемою залишалась занадто вузькі проходи через турецькі мінні загородження. Для безпечного проходження німецьких кораблів їх слід було збільшити з 75 до 220 м та організувати освітлення для нічного плавання. Щоб не привернути увагу ворожих розвідувальних літаків, роботи щодо розширення проходів доводилось виконувати в останній момент.
18 січня турецькі тральщики перевірили води поблизу Дарданелл на наявність мінних полів. Було проведено повітряну розвідку, яка повідомила, про значні ворожі сили поблизу островів Лемнос та Імброс. Турецьке командування перекинуло авіацію з військової бази Ксанті до місця проведення операції. Ввечері 19 січня берегові батареї були повністю готові.

### Планування операції
Згідно із даними розвідки було розроблено план операції: між островами Імброс та Тенедос на патрулюванні знаходився ескадрений міноносець. Його потрібно було обійти або несподівано атакувати та потопити для того, щоб запобігти передчасному виявленню німецьких кораблів. На світанку «Гебен» мав несподівано з'явитись перед найсильнішими англійськими кораблями, а «Бреслау» мав взяти на себе легкі військово-морські сили ворога та знищення авіастанції. Після виконання цієї фази операції планувалась атака на Мудроську бухту на острові Лемнос. Постріли непрямим наведенням дозволяли знищити англійські кораблі, що тісно скупчились в бухті. В цей час «Бреслау» мав знаходитись поблизу південної частини острова та стежити за великими англійськими кораблями і результатами дії німецького підводного човна UC-23. UC-23 був єдиним боєздатним підводним човном в районі проведення операції, там мав зайняти позицію на виході з Мудроської бухти. Турецькі ескадрені міноносці «Барса» (Barza), «Нумуніхам'єт» (Numuneihamiyet), «Самсон» (Samsun) та «Муавінтіміллі» (Muavenetimilliye) мали охороняти вхід до Дарданелл, перешкоджаючи англійським підводним човнам займати позиції на шляху відступу німецької ескадри. Турецькі літаки мали вилетіти на допомогу при першому наказі Ребейра-Пашвіца.
Командувач флотом не бачив безпосередньої небезпеки у виході ескадри в море: давно не було ніякої інформації про дії ворожих підводних човнів, а більшості мінних полів вже не існувало. Кораблі були завантажені вугіллям, до того ж почали поширюватись чутки про підготовку операції та розширення проходів через турецькі мінні загородження в Дарданеллах. Ребейр-Пашвіц призначив операцію на 19 січня.

### Німецька ескадра
Німецька ескадра складалась з двох кораблів:

Спуск на воду: 28 березня 1911

В складі ВМС: 2 липня 1912

Водотоннажність — 23 000 т, довжина — 186 м, швидкість — 29-31 вуз., озброєння — 10-280 мм/50, 12-150 мм/45, 12-88 мм/45, 4 торпедні апарати, особовий склад — 1013 осіб
Спуск на воду: 16 травня 1911

В складі ВМС: 1912

Водотоннажність — 4550 т, довжина — 136 м, швидкість — 27,6 вуз., озброєння — 12-105 мм/45, 2 торпедних апарати, особовий склад — 373 особи

### Османська ескадра
Османська ескадра складалась з чотирьох міноносців: «Барса» (Barza), «Нумуніхам'єт» (Numuneihamiyet), «Самсон» (Samsun) та «Муавінтіміллі» (Muavenetimilliye). Активної участі у бойових діях ескадра не брала.

### Англійська ескадра
Англійська ескадра складалась з чотирьох кораблів:
Спуск на воду: 29 квітня 1915

В складі ВМС: травень 1915

Водотоннажність — 6250 т, довжина — 102 м, швидкість — 11 км/год., озброєння — 2 360-мм гармати, 1 150-мм гармата, 2 торпедних апарати, особовий склад — 198 осіб
Спуск на воду: 19 лютого 1912

Водотоннажність — 770 т, довжина — 75 м, швидкість —50 км/год вуз., озброєння — 2 101-мм гармати, 2 торпедних апарати, особовий склад — 72 особи
Спуск на воду: 28 липня 1915

Водотоннажність — 540 т, довжина — 54 м, швидкість — 11 вуз., озброєння — 1 76-мм гармата, 1 57-мм гармата, особовий склад — 69 осіб
Спуск на воду: 10 жовтня 1911

Водотоннажність — 990 т, довжина — 75 м, швидкість — 28 вуз., озброєння — 2 101-мм гармати, 2 торпедних апарати, особовий склад — 72 особи

## Бойові дії
19 січня о 16 годині ескадра вийшли в море. 20 січня о 3 год 30 хв ескадра досягла загородження біля Нагари та успішно його перетнула під керівництвом лоцманського офіцера. Далі шлях продовжили «Гебен» та «Бреслау», а турецькі міноносці залишились біля входу до Дарданелл. Згідно з планом, два міноносці мали б слідувати за німецькими кораблями, однак через низьку швидкість та погане озброєння їх залишили.
Далі на курс, обраний крейсерами вплинула наступна обставина. 20 грудня 1917 року поблизу острову Енос, у Сароській затоці, зазнав аварії невеликий англійський корабель. На його борту було знайдено мапу Дарданелл та навколишніх вод, із лініями та позначками. Мапу було передано у штаб флоту, де вирішили, що це була мапа мінних загороджень англійців. Попри те, що німецька мапа майже не збіглася із англійською, було вирішено використовувати останню під час планування операції. Таким чином безпечні шляхи через англійські мінні загородження було прокладено на основі захопленої у англійців мапи. Для більшої впевненості пропонувалось перевірити правильність англійських позначок за допомогою тральщиків та повітряної розвідки, однак Ребейр-Пашвіц відхилив цю пропозицію.
О 5 год 41 хв німецька ескадра пропливла повз форт Сед-ель-Бар. О 5 год 55 хв «Гебен» змінив курс із 270° на 239°, і поставив сигнальний буй у місці зміни курсу. О 6 год 10 хв, знаходячись у «безпечному» проході, згідно з англійськими позначками, «Гебен» підірвався на міні. Вибух не пошкодив корабель, тому о 6 год 22 хв крейсер продовжив шлях. На місці підриву також було залишено буй. О 6 год 32 хв німецька ескадра взяла курс на острів Імброс, «Бреслау» отримав наказ вийти вперед та затримати ворожі кораблі, які могли обійти з флангу. Поки «Бреслау» повним ходом плив вперед, о 7 год 42 хв «Гебен» відкрив вогонь артилерією середніх калібрів для знищення сигнальної станції та радіостанції на косі Кефало. Після чотирьох залпів станцію було повністю знищено. Після цього «Гебен» потопив два невеликі кораблі у бухті Кефало. О 7 год 40 хв «Бреслау» відкрив вогонь по двох англійських ескадрених міноносцях — «Лізард» і «Тайгріс». Міноносці, обігнувши північно-східну частину острова Імброс, взяли курс на північ. «Бреслау» почав переслідувати їх, однак помітив зліва по носу два англійські монітори, сірий колір яких зливався із кольором берега. Монітори стояли на якорі в декількох сотнях метрів один від одного. О 7 год 44 хв їх атакував «Бреслау», а через 5 хв з дистанції 9,3 км їх атакував «Гебен». Обидва монітори відповіли вогнем, однак через деякий час із страшним вибухом потонули. Це були монітори «Реглан» та М28. З команди моніторів врятувалось 132 людини, досягнувши берега. «Бреслау» обстріляв склад палива на авіабазі, а потім обидва кораблі взяли курс на південну точку острова Імброс, а після цього плили до Мудроської бухти. У «Гебена» було пошкоджено гідрокомпаси, тому прокладення курсу викликало деякі труднощі.
О 8 год 16 хв «Бреслау» надіслав повідомлення «Гебену»: «Ворожий підводний човен зліва по борту». О 8 год 20 хв за кормою німецьких кораблів з'явились англійські ескадрені міноносці «Лізард» і «Тайгріс», а о 8 год 26 хв два ворожі літаки. «Бреслау» отримав наказ вийти вперед, для того щоб «Гебен» міг використати свої зенітні батареї. О 8 год 28 хв поряд із «Гебеном» впала перша бомба. О 8 год 31 хв «Бреслау» підірвався на міні, внаслідок чого команда втратила можливість керувати кораблем. «Гебен» повернув вправо, щоб взяти «Бреслау» на буксир. Літаки продовжували скидати бомби. «Бреслау» передав повідомлення «Гебену»: «Між Гебеном та Бреслау усюди міни…». Флагманський корабель проводив дуже обережне маневрування, для того щоб врятувати важко пошкоджений легкий крейсер. Однак, о 8 год 55 хв «Гебен» вдруге підірвався на міні: стовп води піднявся вище щогли та впав на корабель. Міни було чітко видно у прозорій воді.
Після підриву «Бреслау» до нього почали наближатись англійські міноносці, які попали під обстріл першого. Команда «Бреслау» відчайдушно боролася із напливом води у нижній частині корабля, одночасно відстрілюючись від ворожих ескадронних міноносців та літаків. Легкий крейсер заднім ходом хотів вирватись з мінного оточення, однак о 9 год підірвався на двох мінах, внаслідок чого втратив можливість рухатись. Через кілька секунд вибухнула четверта міна, а о 9 год 2 хв — п'ята. Корабель почав тонути. Капітан «Бреслау» віддав наказ покинути корабель. Зі всього особового складу корабля, який протягом півгодини співав патріотичних пісень, знаходячись у воді, англійські міноносці підібрали 162 людини. Більшість команди загинула у холодній воді, температура якої сягала +8 °C. Серед загиблих був і капітан. О 9 год 4 хв «Гебен» по радіо викликав турецькі міноносці. Командувач міноносцями оголосив бойове становище відразу після повідомлення про підрив «Бреслау» на першій міні, тому із наказом Ребейра-Пашвіца вони повним ходом вирушили на допомогу. О 9 год 14 хв міноносці отримали наказ «йти негайно». О 9 год 20 хв англійські міноносці почали обстріл турецьких. О 9 год 25 хв турецькі міноносці отримали наказ повертатись назад, через стрімке наближення англійських кораблів. Найближче до «Гебена», на відстані 5 км знаходився міноносець «Барса», однак через сильний вогонь був вимушений повернути назад. Англійські кораблі почали наздоганяти турецькі, поки о 9 год 48 хв не попали під обстріл берегових батарей. О 9 год 45 хв турецькі міноносці почали відстрілюватись, а одна з берегових гармат поцілила в англійський корабель. О 9 год 52 хв турки припинили вогонь.
Оскільки «Гебен» підірвався на мінах, а навколо нього було ще декілька десятків, операцію було припинено. Командувач флотом наказав флагману повертатись. О 9 год 48 хв «Гебен» знов підірвався на міні, приблизно на тому ж місці, що і зранку. Вибух не сильно пошкодив корабель, тому він продовжив плавання. Поки «Гебен» плив до Дарданелл, на нього скидали бомби ворожі літаки, однак жодного разу не влучивши. О 10 год 5 хв у небі з'явились німецькі літаки, зав'язався повітряний бій, під час якого було збито один англійський літак. О 10 год 30 хв «Гебен» увійшов в Дарданелли. Об 11 год він вискочив на Нагарську банку, та не зміг зійти з неї власноруч.

## Реакція у світі

### Англійська преса
Газета «Таймс» від 22 січня 1918 року:
|  | Не зважаючи на ганебну діяльність «Бреслау» та «Гебену», не було інших двох кораблів, які б так вплинули на хід війни. У військово-морській історії вони залишаться назавжди. Історія їх прориву з Мессіни ілюструє одну з наших найбільших помилок. |